# Recopa Sul-Brasileira
De Recopa Sul-Brasileira was een Braziliaans voetbaltoernooi dat georganiseerd werd door de voetbalbonden van de staten Rio Grande do Sul (FGF), São Paulo (FPF), Santa Catarina (FCF) en Paraná (FPF).
De competitie verenigde de winnaars van de Copa Paulista, Copa Paraná, Copa Santa Catarina en de Copa FGF, allen competities die in het tweede deel van het seizoen na de staatscompetities gespeeld werden en waaraan de grote teams uit de nationale reeksen niet deelnamen. In 2009 werd de Copa FGF niet gespeeld, toen nam de kampioen van de tweede klasse van het Campeonato Gaúcho deel. De Copa Paraná werd zowel in 2009 als 2010 niet gespeeld, toen nam ook de kampioen van de tweede klasse van het Campeonato Paranaense deel.

## Winnaars
| Jaar         | Gaststaat         |               | Finale  | Finale             | Finale |
| Jaar         | Gaststaat         | Winnaar       | Uitslag | Runner-up          |        |
| 2007 Details | Paraná            | Marcílio Dias | 4-1     | Caxias             |        |
| 2008 Details | Santa Catarina    | Brusque       | 1-0     | Atlético Sorocaba  |        |
| 2009 Details | São Paulo         | Joinville     | 3-2     | Serrano Centro-Sul |        |
| 2010 Details | Rio Grande do Sul | Cerâmica      | 1-0     | Brusque            |        |

2007 · 2008 · 2009 · 2010